# 長鰭墨頭魚
長鰭墨頭魚（学名：Garra longipinnis）为輻鰭魚綱鯉形目鲤科墨头鱼属的其中一種，被IUCN列為次級保育類動物，分布於亞洲阿曼，棲息在中底層水域。